# 劉旭恭
劉旭恭（1973年—），臺灣臺北市石牌區人，曾經做過工地主任，負責監工、測量、繪圖、成本計算，目前專職圖畫書的撰寫、繪畫。上過繪本寫作者陳璐茜的繪本課後，開始了其繪本創作的生涯，創作諸多繪本作品。

## 學經歷

### 學歷
- 國立台灣大學土木系研究所[1]

### 經歷
- 2012年12月劉旭恭在佛光大學談繪本創作經驗分享[2]
- 國語日報報導2014年2月劉旭恭於世貿三館臺北國際書展童書繪本館現場教學[3]。
- 大師談繪本系列活動-好想吃榴槤VS.劉旭恭說繪本[4]。
- 2015年3月劉旭恭在聯發科技創意塗鴉社談繪本創作經驗分享。
- 2021年10月22日到11月15日，財政部北區國稅局新竹分局竹塹故事屋邀請劉旭恭、金尚芳、鬆餅姐姐來說故事[5]

## 作品

### 兒童繪本
- 好想吃榴槤
- 小紙船
- 大家來送禮
- 到烏龜國去
- 貝殼化石
- 阿公的光屁股
- 請問一下，踩得到底嗎？
- 謝謝妳，空中小姐！
- 一粒種籽
- 下雨的味道
- 五百羅漢交通平安
- 愛睡覺的小baby
- 不要!
- 如果你有一台洗衣機
- 只有一個學生的學校 The Only Pupil in the School
- 橘色的馬
- 誰的野餐日，2015年出版，出版社：國父紀念館繪本創作班，作者：劉旭恭等33位作者。
- 第一次當小偷
- 雨

### 手製繪本
- 小baby(第一本手製繪本)[6]

- 貝殼化石(第三本手製繪本))[6]

### 插畫作品
- 外公是棵櫻桃樹
- 高個子與矮個子
- 小紅
- 小壁虎不哭
- 3隻蝌蚪蛙
- 尋獸記
- 誰在黑板上寫ㄅㄆㄇ

## 得獎
- 信誼幼兒文學獎第十四屆佳作
- 信誼幼兒文學獎第十八屆首獎
- 2006年好書大家讀年度最佳少年兒童讀物
- 九歌九十六年與九十七年童話選入選[7]
- 2015年與陳又凌、林廉恩、王書曼、徐銘宏等四位臺灣作家一起入圍義大利波隆那童書展[8]

## 展覽

### 師生聯展
- 劉旭恭在國父紀念館開設繪本創作班，在2014年10月與學生一起舉辦"繪本箱子"成果展。[9]
- 劉旭恭在國父紀念館開設繪本製作班，在2015年與學生一起舉辦"繪本創意市集"成果展。

### 與其他作家聯展
- 2017年3月3日～3月23日，與曹益欣、蔡美保、信子、孫心瑜、邱承宗、唐唐、童嘉、許匡匡、林柏廷、廖書荻共11位台灣當代繪本創作者一同舉辦「停聽看他們做繪本」展覽。

## 相關
- 研究所學生寫論文研究劉旭恭[10]。
- 【圖畫書俱樂部】成員
- 【繪本地下室】成員